# Український народний блок Костенка і Плюща

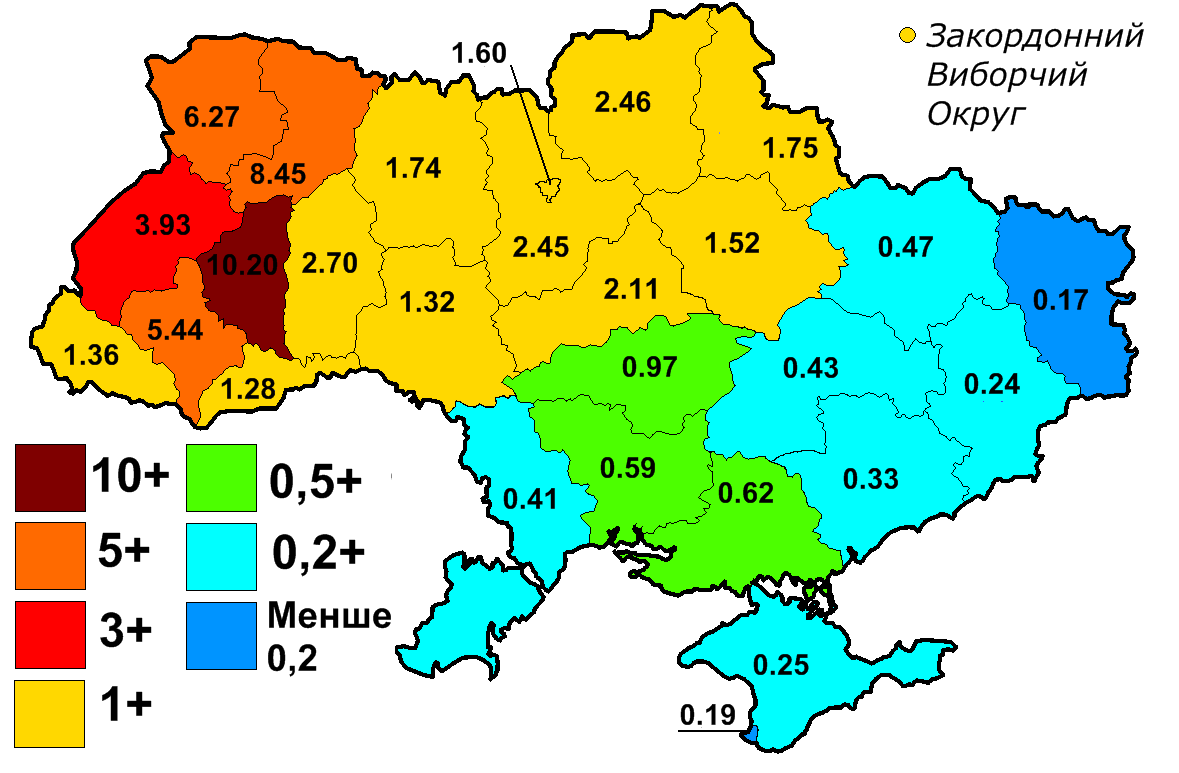
Результати блоку за регіонами на виборах 2006 року

«Украї́нський Наро́дний Бло́к Косте́нка і Плюща́» — політичний альянс, створений для участі у українських парламентських виборах 2006 року.
Лідери блоку — Костенко Юрій Іванович та Плющ Іван Степанович.
До блоку входили такі політичні партії:
- Партія Вільних Селян і Підприємців України
- Політична Партія "Україна Соборна"
- Українська народна партія

Перша п'ятірка блоку мала такий вигляд:
1. Костенко Юрій Іванович
2. Плющ Іван Степанович
3. Слободян Олександр В'ячеславович
4. Заєць Іван Олександрович
5. Скрипник Ганна Аркадіївна

За результатами голосування Блок набрав 476 155 голосів виборців (1,87 %) і не потрапив до Верховної Ради.

## Джерело
- Сайт ЦВК